# Kalbarri
Kalbarri es una ciudad costera situada a 592 km al norte de Perth en Australia Occidental.
La ciudad se orienta hacia el turismo con distracciones como la alimentación de los pelícanos, el Parque nacional Kalbarri, el río Murchison y las gargantas del mismo río.